# Morton Stevens
Morton Stevens (Newark, 30 gennaio 1929 – Encino, 11 novembre 1991) è stato un compositore statunitense, conosciuto soprattutto per aver composto la colonna sonora di Hawaii Five-O, una serie televisiva della CBS per la quale ha vinto due Emmy Awards nel 1970 e nel 1974.

## Filmografia parziale

### Cinema
- I temerari del West (The Raiders), regia di Herschel Daugherty (1963)
- Monsieur Cognac (Wild and Wonderful), regia di Michael Anderson (1964)
- La spia dai due volti (The Spy with My Face), regia di John Newland  (1965)
- The One Man Jury , regia di Charles Martin (1978)
- Bentornato, picchiatello! (Hardly Working), regia di Jerry Lewis (1980)
- Comiche dell'altro mondo (Slapstick of Another Kind), regia di  Steven Paul (1982)
- Qua la mano picchiatello!.. (Cracking Up), regia di Jerry Lewis (1983)
- They Still Call Me Bruce, regia di James Orr e Johnny Yune (1987)
- Atto di pirateria (Act of Piracy), regia di John 'Bud' Cardos (1989)

### Televisione
- Carovane verso il West (Wagon Train) - serie TV (1962-1964)
- Il dottor Kildare (Dr. Kildare) - serie TV (1963-1965)
- Gunsmoke - serie TV (1965-1971)
- Hawaii Five-O - serie TV (1968-1980)
- The Strangers in 7A - film TV, regia di Paul Wendkos (1972)
- Apple's Way - serie TV (1974-1975)
- Matt Helm - serie TV (1975)
- I piloti di Spencer (Spencer's Pilots) - serie TV (1976)
- Pepper Anderson - Agente speciale (Police Woman) - serie TV (1974-1978)
- Ruote (Wheels) - miniserie TV (1978)
- Women in White - film TV (1979)
- Masada - miniserie TV, 2 puntate (1981)
- Codice rosso fuoco (Code Red) - serie TV (1981-1982)
- Professione pericolo (The Fall Guy) - serie TV (1981-1984)
- Supercar (Knight Rider) - serie TV, 1 episodio (1982)
- Automan - serie TV, 3 episodi (1983-1984)
- Masquerade - serie TV, 1 episodio (1984)
- Cover Up - serie TV, 3 episodi (1984-1985)
- Ai confini della realtà (The Twilight Zone) - serie TV, 2 episodi (1985)
- Matlock - serie TV, 8 episodi (1986-1987)
- Due come noi (Jake and the Fatman) - serie TV, 2 episodi (1987)
- I favolosi Tiny (Tiny Toon Adventures) - serie TV d'animazione, 4 episodi (1990)